# Ishidaella quadrata
Ishidaella quadrata är en insektsart som beskrevs av Walker 1851. Ishidaella quadrata ingår i släktet Ishidaella och familjen dvärgstritar. Inga underarter finns listade i Catalogue of Life.